# Mare nostrum
     Province senatorie
     Province imperiali
     Regni clienti

L'Impero romano nell'anno 117, sotto Traiano, ai tempi della sua massima estensione territoriale (5 milioni di chilometri quadrati). Legenda:
Province senatorie
Province imperiali
Regni clienti

Mare nostrum fu il nome romano per il Mar Mediterraneo. Negli anni successivi il Risorgimento, il termine venne ripreso dai nazionalisti italiani, che vedevano l'Italia come stato successore dell'Impero romano e che quindi, come tale, avrebbe dovuto riprendere il controllo degli ex territori romani nel Mediterraneo.

## Uso in epoca romana
Nella Roma antica, dopo la conquista della Sicilia, della Sardegna e della Corsica durante le guerre puniche, combattute contro Cartagine, il termine Mare nostrum venne usato per riferirsi al solo Mar Tirreno. 
Dal 30 a.C., il dominio romano si estendeva dalla Penisola iberica all'Egitto, e l'espressione Mare nostrum cominciò a essere usata per riferirsi a tutto il Mediterraneo. Per indicare tale mare, venivano impiegati anche altri nomi, come Mare Internum ("Mare Interno").

## Uso da parte dei nazionalisti italiani
L'unità d'Italia nel 1861 portò con sé la convinzione che l'Italia, politicamente e strategicamente, meritava un proprio impero coloniale d'oltremare, accanto a quelli delle altre potenze d'Europa, introducendo per la prima volta un rinnovato e moderno concetto di Mare nostrum.
Il nazionalismo italiano durante la "Corsa per l'Africa" degli anni 1880, si batté per la creazione di colonie italiane.
(Emilio Lupi)

## Uso in epoca fascista

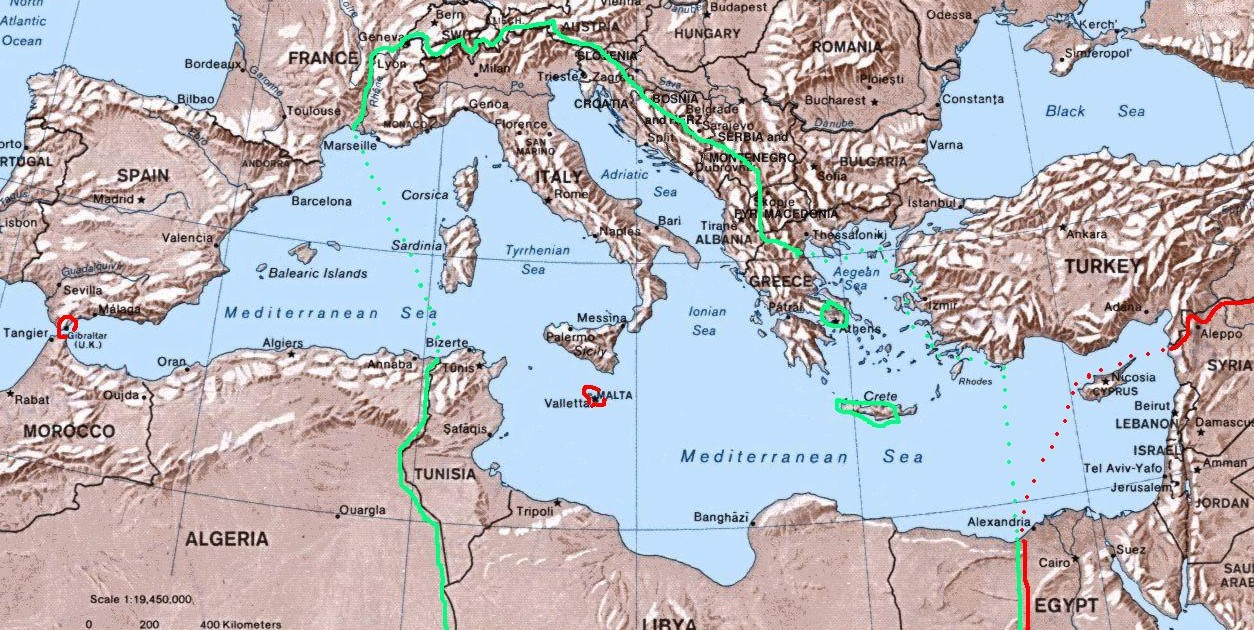
Mappa del Mare Nostrum Italiano nel 1942: in verde i territori controllati dalla marina italiana, in rosso i territori controllati dagli alleati nell'estate del 1942

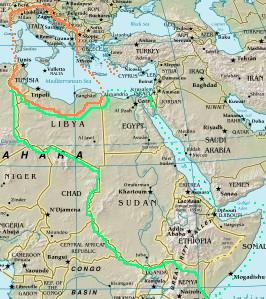
Il progetto mussoliniano di un ingrandito Impero italiano – dopo l'eventuale vittoria dell'Asse – includeva l'Egitto, il Sudan, Gibuti e il Kenya orientale. Questo impero ingrandito (limiti in verde) doveva essere la continuazione in Africa della Grande Italia (limiti in arancione)

Il termine venne usato da Benito Mussolini e dalla propaganda fascista, in modo simile al Lebensraum nazista. Secondo il Duce, già nel 1922, se si fosse governata bene la nazione «indirizzandola verso i suoi destini gloriosi», «proiettando gli italiani come una forza unica verso i compiti mondiali», facendo del Mediterraneo un «lago italiano», si sarebbe inaugurato un periodo grandioso della storia italiana. Anche nell'aprile 1926, in un discorso a Tripoli, avanzò l'idea di un mare nostrum, con una talassocrazia italiana sul Mediterraneo.
Mussolini sognava di ripristinare la potenza dell'Impero romano antico in chiave moderna e considerava l'Italia la principale potenza mediterranea dopo la prima guerra mondiale. Dichiarò infatti che "Il XX secolo è il secolo della potenza italiana" e cercò di rendere la marina militare tra le più potenti al mondo per poter controllare il Mediterraneo.
Quando l'Italia entrò nella seconda guerra mondiale (10 giugno 1940) era già una grande potenza mediterranea, controllando le sponde nord e sud del bacino centrale. La caduta della Francia (1940) rimosse la minaccia principale a ovest, mentre l'occupazione italiana dell'Albania (1939), e successivamente l'occupazione della Grecia e di parte dell'Egitto, vennero intraprese per cercare di estendere il controllo dell'Asse a est. In realtà, la nazione che dominava il Mediterraneo nel 1940 era il Regno Unito, che controllava lo Stretto di Gibilterra e il Canale di Suez, oltre a possedere le poderose basi navali di Gibilterra, Malta, Alessandria d'Egitto e Cipro.
Mussolini sognava di creare una Grande Italia nel suo "Mare nostrum" e nel corso della seconda guerra mondiale insieme con altri gerarchi progettò - qualora si fosse fatta una conferenza di pace dopo la vittoria dell'Asse - un ingrandimento dell'Impero italiano, che si sarebbe esteso dalle sponde mediterranee dell'Egitto alle rive dell'oceano Indiano della Somalia e del Kenya orientale. Questo progetto era basato nel congiungimento delle due sezioni dell'Impero italiano del 1939 (la Libia italiana e l'Africa Orientale Italiana) tramite la conquista dell'Egitto e del Sudan. A esso si sarebbero aggiunte la Somalia britannica (occupata temporaneamente nell'estate del 1940), Gibuti e la parte orientale del Kenya britannico. Il progetto prevedeva una notevole colonizzazione di italiani (oltre un milione da trasferire principalmente in Etiopia ed Eritrea e circa mezzo milione in Libia), e il controllo del Canale di Suez.
Dopo l'occupazione italo-tedesca della Grecia e della Iugoslavia nell'aprile del 1941, il Duce incominciò a usare l'espressione (inizialmente in un discorso celebrativo ad Atene) di Mare Nostrum Italiano, riferendosi al Mediterraneo. Nel novembre 1942 fu occupata la Tunisia, che fu aggiunta amministrativamente alla "Quarta Sponda" della Grande Italia, fino alla sua perdita nel maggio 1943. Questo obiettivo, tuttavia, fu contrastato per tutta la campagna dalle marine Alleate in mare e dai movimenti di Resistenza e dagli eserciti Alleati a terra, fino al crollo definitivo dell'Asse e la capitolazione italiana dell'8 settembre 1943.

### Aree del Mediterraneo controllate dall'Italia
L'Italia controllava (direttamente o indirettamente) le coste delle seguenti nazioni e territori mediterranei quando Mussolini parlava di un Mare nostrum italiano nei suoi discorsi pronunciati tra il 1941 e il 1943:
- Francia meridionale: dal giugno 1940 al settembre 1943, la costa vicino a Mentone; dal novembre 1942 al settembre 1943, otto dipartimenti sudorientali della Francia fino al fiume Rodano.
- Corsica: dal novembre 1942 al settembre 1943.
- Principato di Monaco: dal novembre 1942 al settembre 1943.
- Dalmazia: dall'aprile 1941 al settembre 1943; il Governatorato della Dalmazia fu unito al Regno d'Italia nello stesso mese di aprile del 1941.
- Iugoslavia: dall'aprile 1941 al settembre 1943, tutte le coste dello Stato Indipendente di Croazia e il Montenegro italiano.
- Albania: dall'aprile 1939 al settembre 1943 (l'isola albanese di Saseno era parte integrante dell'Italia già dal 1918).
- Grecia: dall'aprile 1941 al settembre 1943, tutta la costa continentale dall'Epiro alla Tessaglia, oltre alla maggior parte delle isole del Mar Egeo e alla parte orientale di Creta.
- Dodecaneso: dal 1912 al settembre 1943.
- Libia: colonia italiana dal 1911 al gennaio 1943.
- Tunisia: dal novembre 1942 al maggio 1943.
- Egitto: dal giugno 1940 al novembre 1942, in modo intermittente, fu controllata la costa occidentale fino a El Alamein.

### La battaglia per il controllo del Mediterraneo

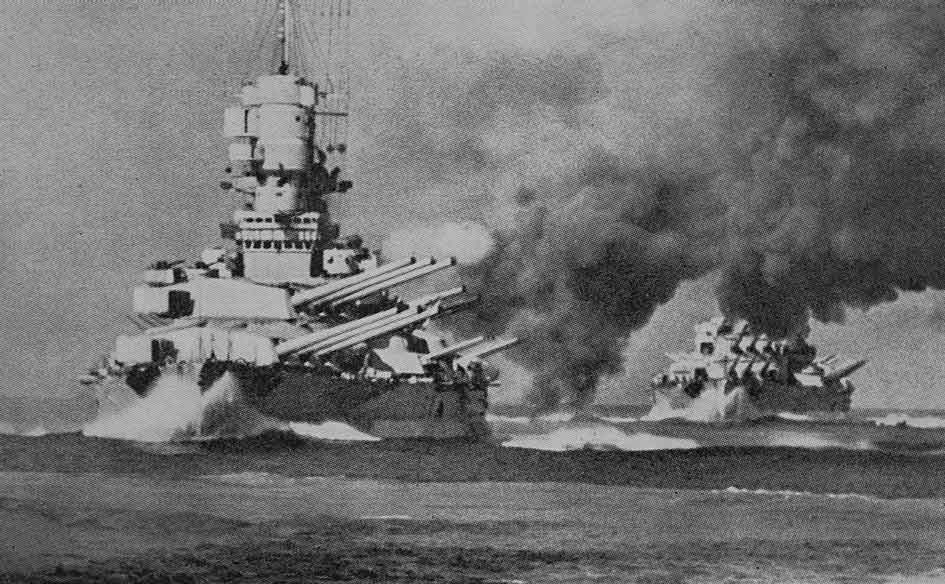
La corazzata italiana Vittorio Veneto durante una delle battaglie navali nel Mediterraneo

Dopo il collasso della Francia nel 1940, Mussolini (deluso amaramente da Hitler, che gli negò il controllo sulle zone che rivendicava della Francia e sulla Tunisia) tentò di espandere il controllo marittimo italiano nel Mediterraneo centrale, attaccando i possedimenti britannici. Ciò innescò un conflitto, noto come Battaglia del Mediterraneo, che, dopo molti cambiamenti di fortuna, terminò con la vittoria degli Alleati.
Dopo la resa francese, ma prima ancora di aver davvero combattuto con i britannici (e anzi senza chiudere rapidamente una partita che all'inizio del 1940 vedeva la superiorità numerica in mano agli italiani in modo quasi schiacciante, soprattutto sul fonte terrestre) Mussolini decise, anche per riaversi della delusione patita dall'alleato, di dichiarare guerra alla Grecia, in modo autonomo e svincolato dalla strategia tedesca. Si rivelò uno dei peggiori errori della guerra, la campagna di Grecia (cominciata con enorme ottimismo e impiegando un esercito molto piccolo) si rivelò durissima, anzi nettamente fallimentare per il Regio Esercito, che, malgrado l'invio di continui rinforzi, fu sconfitto in modo molto netto dall'esercito greco (più piccolo e tecnologicamente più arretrato) tanto in territorio greco, quanto in territorio albanese. Inoltre l'apertura del fronte balcanico permise alle forze britanniche di disporre di nuove importanti basi aeronavali.
Ci fu una serie di azioni di superficie (ad esempio, la battaglia di Capo Matapan, la battaglia di Punta Stilo, la battaglia di capo Teulada, la seconda battaglia della Sirte, la battaglia di mezzo giugno, la battaglia di mezzo agosto) tra le marine alleate e la Regia Marina italiana, durante le quali gli inglesi, in grado di sostituire le navi da guerra perdute ridistribuendole da altri teatri, alla fine ebbero il sopravvento. La battaglia di Taranto nel 1940 fu un attacco aereo di successo sulla flotta italiana alla fonda nel porto: 21 aerosiluranti inglesi affondarono uno corazzata e ne danneggiarono altre due. La Regia Marina italiana, anche se si riprese lentamente da quell'attacco, non era ancora sconfitta e lo dimostrò nella battaglia di capo Teulada.
L'attacco di maggior successo della Marina italiana, tuttavia si ebbe con l'Impresa di Alessandria del 19 dicembre 1941, quando sei incursori della Regia Marina italiana, a bordo di tre mezzi d'assalto subacquei denominati colloquialmente maiali e tecnicamente siluri a lenta corsa, penetrarono nel porto di Alessandria d'Egitto e affondarono con testate esplosive le due navi da battaglia britanniche HMS Queen Elizabeth e HMS Valiant, danneggiando inoltre la nave cisterna Sagona (7 750 t) e il cacciatorpediniere HMS Jervis (1 690 t). Dopo questi affondamenti (e la distruzione contemporanea della Forza K britannica), la Marina italiana ottenne per alcuni mesi il controllo quasi totale del Mediterraneo centrale. In questo modo la Regia Marina fu in grado di fornire le forniture militari e di carburante per la vittoria dell'Asse a Tobruch e per l'avanzata verso El Alamein in Egitto.

#### Controllo aereo del Mediterraneo

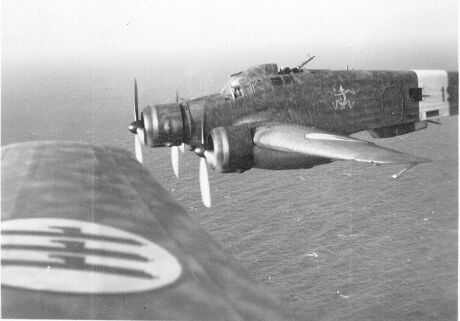
SM.79 Sparviero in formazione sopra il Mediterraneo nel 1942

La Regia Aeronautica scese in guerra con 3 296 aeroplani (1 332 bombardieri, 1 160 caccia, 497 ricognitori e 307 idrovolanti) distribuiti in tutto l'Impero italiano, ma di questi solo 1 796 esemplari erano in perfette condizioni per combattere. La maggior parte erano vecchi modelli, del tipo usato nella guerra di Spagna, e non potevano competere con gli aerei britannici del periodo. Il potenziale industriale italiano era decisamente inferiore a quello del Regno Unito, e fu anche molto mal sfruttato per l'inconsistenza di una programmazione politico-militare e industriale. Il totale degli aerei prodotti in Italia nel 1940-43 fu di 11 508 apparecchi - mentre alcune altre centinaia di aeroplani furono comprati dalla Germania, o ottenuti dopo il crollo della Francia di Vichy, o per preda bellica - rispetto ai 25 000 aerei tedeschi, 26 000 britannici, 35 000 russi e 86 000 americani prodotti nel solo anno 1943. Il totale è ridicolmente inferiore a quello degli americani, che produssero nel corso del conflitto 303 713 apparecchi, mentre i sovietici ne produssero 158 218, i britannici 131 549, la Germania 119 871 e il Giappone 76 320. Anche le capacità di ricambio dei piloti e di addestramento del personale erano largamente insufficienti rispetto alle necessità della guerra moderna.
Una ristrettezza di base industriale simile poteva essere compensata solo da una netta superiorità tecnologica, o almeno dalla superiorità in alcuni campi (come compreso dai giapponesi), invece in genere gli aerei prodotti in Italia non erano particolarmente moderni, e i motori (pur spesso molto affidabili) erano di bassa potenza rispetto a quelli dei nemici e alleati. All'inizio del conflitto la RAF (e i suoi alleati) potevano disporre, nel teatro mediterraneo, solo di pochi reparti, spesso per altro muniti di aerei considerati superati per altri fronti. Ma la situazione non poteva durare e la Regia Aeronautica non ne seppe approfittare. Inoltre la dottrina italiana nella guerra aeronavale si dimostrò particolarmente carente, basata inizialmente sui bombardieri in quota, cui in seguito (visto che questi avevano chiaramente fallito) si affiancarono gli aerosiluranti. Scarsi, carenti e in genere di produzione tedesca i bombardieri in picchiata, che invece diedero una buona prova in altre mani. Mancanti gli aerei d'assalto navale a bassa quota, con bombe, cannoncini e razzi (come del resto anche in altre aeronautiche nel 1940, ma britannici, sovietici e americani nel 1943 ottenevano ottimi risultati con questo tipo di aerei).
Fu la dislocazione negli aeroporti di Sicilia all'inizio del 1941 del X Fliegerkorps tedesco a dare una svolta alla guerra nel Mediterraneo con i bombardamenti su Malta e gli attacchi alle navi britanniche. Dal 10 gennaio al 22 maggio 1941 gli aerei tedeschi affondarono 26 navi militari e 33 mercantili britannici, per un totale di 183 000 tonnellate, mentre nello stesso periodo la marina e l'aeronautica italiana colarono a picco 9 navi militari e 12 mercantili, 60 000 tonnellate in tutto. Nell'aprile 1941, quando l'Italia iniziò insieme ai tedeschi a coordinare l'attacco dell'Asse nel Mediterraneo (occupando la Iugoslavia e la Grecia, nei Balcani, e contrattaccando in Libia), l'aeronautica italiana poté contare sul nuovo e competitivo Macchi C.202, in grado di combattere con successo contro gli "Spitfire" britannici. Questi aeroplani, sebbene in scarso numero, insieme ai nuovi Reggiane Re.2002 (prodotti in numero ancora più scarso e destinati all'assalto e alle missioni di caccia-bombardamento) e ai Messerschmitt Me.109 tedeschi, contesero il controllo dello spazio aereo maltese e libico alle squadriglie dell'Impero Britannico durante la vittoriosa campagna del general Erwin Rommel a Tobruch.
Uno dei più famosi aerei da combattimento italiani fu il bombardiere e aerosilurante chiamato "Sparviero" (Savoia-Marchetti S.M.79), che affondò molte navi Alleate nel Mediterraneo, soprattutto nel 1941 e nel 1942. Si trattava di un aereo di successo, anche se era stato un aereo moderno negli anni '30, diventando via via sempre meno adeguato e, infine, obsoleto nel 1943. Non fu però sostituito da aerei più adeguati, moderni e prestanti, subendo perdite sempre più pesanti. I siluri aeronautici italiani erano di qualità adeguata, anche se molto convenzionali, derivati dai siluri da 450 mm (sia del silurificio di Fiume, sia di quello di Napoli), avevano una spoletta a contatto (e non magnetica come le armi più moderne delle altre aeronautiche) e una propulsione affidabile ma funzionante ad aria calda (e quindi dotata di evidente scia), inoltre dovevano essere lanciati a bassa quota e bassa velocità (come molti altri siluri prodotti in quegli anni). Verso la fine del 1943 sarebbe stato forse pronto un silurotto leggero da 400 mm, con propulsione a ossigeno liquido, corsa molto breve ma adatto al lancio ad altissima velocità da un caccia. Dallo Sparviero fu derivato anche un aereo radiocomandato a pilotaggio semiremoto antinave ("assalto radioguidato" nel linguaggio dell'epoca), l'unico esemplare utilizzato contro il nemico fallì (il sistema di guida era stato costruito con materiali autarchici di scarsa qualità), ma l'idea era interessante e nel 1943 ne furono realizzati diversi altri esemplari (oltre che di Aeronautica Lombarda A.R., un modello appositamente progettato).
Le bombe in dotazione all'aeronautica italiana in funzione anti nave erano carenti, si trattava, soprattutto, di normali bombe (dirompenti) da 50, 80, 100 e 120 kg, cui si aggiungevano delle bombe perforanti (poco prodotte, ma di discreta qualità) da 160 kg, e armi (anche di produzione tedesca) semiperforanti o dirompenti da 250 kg. Le bombe dirompenti da 500 kg furono poco usate (e di scarso rendimento), mentre le bombe perforanti da 630 kg (usate dai Reggiane Re 2001 in una celebre incursione) si dimostrarono prive di spolette affidabili. Poco usate, anche se molto innovative, erano le moto-bombe F.F.F. da 320 kg, in pratica delle piccole mine semoventi, che a bassa velocità formavano delle traiettorie a spirale in mare, dopo essere lanciate a 4 500 m s.l.m. circa, con un sistema di paracaduti. Furono utilizzate più spesso (e con migliori risultati) dai tedeschi.
Soprattutto la Regia Aeronautica riuscì molto raramente a impiegare grandi masse di velivoli contro le formazioni nemiche, e fu molto dipendente dall'appoggio tedesco in alcuni tipi di missione, per esempio la ricognizione strategica ad alta quota, il bombardamento in picchiata e la ricognizione tattica ad alta velocità. Appoggio che poteva venir meno in ogni momento per le esigenze germaniche di rinforzare altri fronti (come quello russo). Un'altra evidente carenza era la capacità anti-sommergibile della Regia, che, oltre tutto, aveva pochi reparti da pattugliamento marittimo rispetto alle pressanti esigenze richieste dal rifornimento via mare del fronte greco (oltre tutto suddiviso in una miriade di isole) e di quello nord-africano.
La Regia Aeronautica aveva un solo tipo di bombardiere a lungo raggio: il Piaggio P.108 B. Raggruppati nel "274 Gruppo Bombardieri", questi quadrimotori attaccarono ripetutamente dalla Sardegna Gibilterra durante l'estate 1942, sebbene con scarsi risultati. Un tentativo di trasformarlo in cannoniera anti nave, con un pezzo da 102 mm derivato dal 90/53 mm antiaereo, si rivelò fallimentare. Solo agli inizi del 1943 apparvero nei cieli della Tunisia i moderni Macchi C.205V e Reggiane Re.2005, ma non poterono far fronte alla schiacciante superiorità numerica e tecnologica degli aerei Alleati dopo l'intervento degli Stati Uniti in Nordafrica. Il prezzo pagato dagli aviatori italiani per controllare il "Mare nostrum italiano" fu molto alto: nei primi mesi del 1943, quasi l'88% dei velivoli italiani utilizzati nel Mediterraneo fino ad allora erano stati distrutti in combattimento.

#### Controllo del Regio Esercito delle coste del Mare nostrum
Mussolini sapeva che l'Esercito italiano non era in condizione di combattere una guerra mondiale dopo il suo coinvolgimento nella guerra civile spagnola e la conquista dell'Etiopia, e nel 1939 aveva promosso il Patto d'Acciaio tra Germania, Italia e Giappone per preparare (anche in funzione anti-Comintern) una guerra mondiale dopo il 1942, quando l'Unione Sovietica di Stalin sarebbe stata attaccata da Germania e Italia a ovest (Russia europea) e dal Giappone a est (Siberia orientale).
Ma i risultati della "guerra lampo" in Polonia e Francia precipitarono gli eventi e così l'esercito italiano entrò in guerra in cattive condizioni, per una valutazione errata di Mussolini che riteneva che l'Inghilterra sarebbe stata sconfitta in poche settimane dopo la resa della Francia. Il Regio Esercito cominciò la guerra con 73 divisioni (e una legione fascista di "Camicie Nere"), ma solo 19 erano completamente pronti per il combattimento nel giugno del 1940. In effetti l'Italia durante i primi due anni di guerra aveva carri armati solo di piccole e medie dimensioni (M11/39, M13/40), che non potevano competere con i carri armati inglesi. Solo dall'estate 1943, gli italiani poterono contare su un carro armato pesante (il P26/40), anche se furono impegnate in combattimento solo 5 unità prima dell'armistizio italiano del settembre 1943. Inoltre, l'esercito italiano aveva discreti cacciacarri (come il semovente M40) e buone autoblindo (come l'AB40/41).
Lentamente, le battute d'arresto iniziali italiane (sofferte soprattutto nelle colonie africane) furono corrette con l'aiuto tedesco. Anzi si trattò di vera e propria dipendenza visto che nella campagna dei Balcani (soprattutto in Grecia) il Regio Esercito si trovò nelle peggiori condizioni, subendo alcune delle peggiori sconfitte della guerra, malgrado il nemico fosse peggio armato ed equipaggiato dell'esercito italiano. In Jugoslavia il Regio Esercito, pur abbandonandosi sovente ad atti di feroce rappresaglia, riuscì a ottenere alcune discrete vittorie, in una campagna però che lo vedeva, per l'ennesima volta, come comparsa e ausiliario all'esercito tedesco, con una funzione poco più notevole di quella riservata all'alleato bulgaro. In Nord Africa (Libia) la distruzione dell'armata di Graziani fu corretta dall'invio di rinforzi di qualità, sia dall'Italia sia dalla Germania. Anche su quel fronte, malgrado l'impegno del Regio Esercito continuasse e crescesse, era finita la farsa della guerra parallela.
Nell'estate/autunno del 1942 l'Esercito Italiano controllava il territorio costiero europeo del Mediterraneo dal Rodano nella Francia occupata (dopo l'occupazione della Francia di Vichy. fino a quel momento favorita da Hitler rispetto all'Italia mussoliniana), al Monte Olimpo in Grecia. Allo stesso modo controllava (raramente senza però un contributo tedesco nei punti chiave) i territori costieri africani dalla Tunisia a El Alamein in Egitto. Questo dominio italiano era diminuito, anche nel prestigio, dal ruolo oramai secondario riservato all'Italia all'interno dell'asse, e in pratica il controllo italiano era condizionato dalla strategia tedesca, che, ad esempio, riservava a sé i pezzi "migliori" dei Balcani (con le zone minerarie e i punti strategici), lasciando all'Italia un oneroso compito di controguerriglia e di forza di polizia e d'occupazione. Senza, per altro, chiarire se le richieste antebelliche di Mussolini sarebbero state corrisposte in caso di una, sempre meno probabile, vittoria. L'antecedente del 1940 non lasciava ben sperare, visto che Hitler aveva impedito a Mussolini di annettere la Tunisia, Nizza e la Corsica (zone che la propaganda fascista rivendicava e che il regime considerava indispensabili), o, dopo le vittorie congiunte del 1941, quando aveva impedito l'occupazione dei ricchi distretti minerari del Kosovo, di Atene e dell'isola di Chios (rivendicata dalla propaganda fascista come "italianissima") alla sconfitta di Grecia e Jugoslavia.
L'esercito del Regno d'Italia subì quasi 210 000 morti nei combattimenti per il controllo dei territori del Mediterraneo tra il giugno 1940 e il settembre 1943, dall'invasione della Francia nel 1940 alla conquista della Jugoslavia e della Grecia nel 1941 alle battaglie per il Nord Africa (1940-1943). Tutti i possedimenti d'oltremare dell'Italia nel Mar Mediterraneo (Dodecaneso italiano, Libia italiana, isola di Saseno, ecc.) furono perduti formalmente a seguito del trattato di pace con l'Italia (1947).

#### La Regia Marina e il Mare nostrum italiano
Quando il 10 giugno 1940 l'Italia entrò nella seconda guerra mondiale, la Regia Marina era la quarta marina del mondo e aveva due basi principali a La Spezia e Taranto. Disponeva di diverse navi da guerra moderne, con tecnologia leader in quel momento. Il naviglio leggero era di discreta qualità, ma era stato in parte trascurato (malgrado fosse stato, nella prima guerra mondiale, determinante per molte vittorie italiane) e non era in quantità sufficiente. Scarso era anche il naviglio di scorta, con apparecchi antisommergibile antiquati, anche se in via di rapido miglioramento. Il supporto aereo era fornito dall'Aviazione ausiliaria per la Marina, il servizio aereo navale in tempo di guerra. L'Aviazione ausiliaria era responsabile di tutti gli aerei e gli idrovolanti della Marina Militare italiana. Mancavano portaerei e aviazione di marina, in parte per volontà politica, in parte per rivalità tra Regia Marina e Regia Aeronautica, in parte per sottovalutazione e mancanza di volontà degli stessi vertici della Regia Marina.
Le navi da guerra italiane avevano la reputazione, in generale, di essere ben progettate. Ma alcune classi di incrociatore italiane erano piuttosto carenti in armatura. le navi da guerra italiane mancarono di radar per la maggior parte della guerra, a differenza della Royal Navy britannica, e questo fattore fu determinante nelle battute d'arresto subite nel 1940 e all'inizio del 1941 (battaglie di Capo Matapan e di Punta Stilo). La mancanza del radar fu in parte compensata dal fatto che le navi da guerra italiane erano dotate di una buona telemetria e sistemi di "controllo-fuoco". Il difetto più grave era forse nel munizionamento e nella qualità dei pezzi d'artiglieria: i cannoni navali maggiori avevano una buona gittata e una discreta potenza, ma risultavano già piuttosto imprecisi (eccetto i pezzi da 135 mm) ed erano ulteriormente penalizzati da proiettili poco standardizzati, forniti da diverse ditte costruttrici. Pochissime unità nemiche furono affondate dalle sole artiglierie italiane (di fatto solo unità leggere). La situazione migliorava nel campo dei siluri, che risultavano molto convenzionali (ovvero con una carica bellica in TNT e altri esplosivi non anaerobici, una spoletta a contatto e non magnetica, un apparato propulsivo ad aria riscaldata e non a ossigeno liquido o a batterie elettriche), ma, malgrado la scia evidente e la potenza mediamente inferiore, risultavano di ragionevole affidabilità, buona gittata, discreta velocità. I maggiori successi in guerra avvennero proprio dal siluramento delle unità nemiche. Mancavano le mine magnetiche di produzione nazionale, e la produzione di mine a contatto era inferiore alle esigenze, queste però erano di buona qualità, sia per potenza, sia per la possibilità (unica al mondo in quel momento) di essere ancorate su fondali profondi fino a 300 metri circa, e diedero una discreta prova di sé. 
Inoltre, mentre i comandanti britannici in mare potevano nell'emergenza prendere decisioni in piena autonomia, i comandanti italiani dovevano interpellare la sala di comando di Supermarina, a Roma, dove si stabilivano sulla carta le operazioni da eseguire. Questo a volte portava a evitare un'azione quando gli italiani avevano un evidente vantaggio (ad esempio, durante l'"Operazione Hats").
La differenza maggiore tra la marina italiana e quella britannica era il sistema dei servizi di informazione, quelli britannici a livello di spie erano ritenuti onnipresenti e onnipotenti, ma, nei fatti, non risultarono né migliori, né più fortunati di quelli italiani. Anzi, malgrado il livello di paranoia verso le presunte spie "della perfida albione" raggiungesse picchi elevatissimi dopo il 1941, in tale data le reti spionistiche straniere in italia erano già state in buona parte distrutte e decisamente disorganizzate. Viceversa lo spionaggio elettronico, il radio-ascolto delle comunicazioni italo-tedesche, e in particolare di quelle della marina, era proseguito dall'inizio del conflitto con la fondazione del Middle East Intelligence Centre (MEIC) istituito al Cairo nel 1939. Unito al gruppo di Bletchley Park questi servizi riuscirono a raggiungere rapidamente dei livelli di altissima professionalità, grazie anche a Ultra. Mentre nel 1940 le decrittazioni furono abbastanza episodiche, e limitate a codici poco utilizzati, o a parte di conversazioni, il sistema di derivazione Enigma/Lorenz della Regia Marina fu violato dal gruppo denominato "le ragazze di Dilly" a Bletchley Park poco prima della battaglia di capo Matapan, mentre la cifrante C-38, con cui si coordinavano tutti i convogli, fu violata del tutto nel giugno 1941 dal gruppo "baracca n. 4" di Bletchey Park.
Un altro fattore negativo era la scarsità di carburante, che ridusse il funzionamento delle corazzate e degli incrociatori italiani, soprattutto nel 1943. All'inizio della guerra, malgrado sulla carta la Regia Marina disponesse di un ragionevole margine di superiorità sulla Royal Navy, dopo l'uscita di scena della marina francese, le forze italiane non riuscirono a raggiungere una superiorità sul nemico, e anzi, dopo l'attacco alla flotta alla fonda su Taranto e la battaglia di Capo Matapan, patirono una certa inferiorità, compensata in parte dai successi ottenuti dai sommergibili e dai rinforzi tedeschi, aerei e navali. Dopo l'affondamento di due corazzate britanniche ad Alessandria (Egitto), effettuato dai "maiali" (siluri a lenta corsa italiani), la Marina italiana cominciò a controllare il Mediterraneo per quasi un anno (dal dicembre 1941 al novembre 1942).
Nella stessa notte, la K Force ("Forza K"), composta da tre incrociatori e quattro cacciatorpediniere con sede a Malta, finì su un banco di mine italiano davanti a Tripoli. Affondarono un incrociatore (HMS Neptune) e un cacciatorpediniere (HMS Kandahar), mentre vennero gravemente danneggiati altri due incrociatori, l'Aurora e la Penelope e morirono oltre 900 uomini. La Forza K venne così messa fuori combattimento e le capacità offensive di Malta vennero ridotte al minimo; da quel momento in poi la marina italiana poté attaccare continuamente tutti i convogli di aiuti per l'isola, distruggendo decine di mercantili e affondando diverse imbarcazioni Alleate nel Mediterraneo che Mussolini cominciò a chiamare "Mare nostrum italiano".
In questi stessi mesi tutti gli scontri navali furono favorevoli all'Asse; il più importante di questi fu la cosiddetta "battaglia di mezzo agosto", nella quale i britannici persero la portaerei Eagle. Nell'estate del 1942 la Regia Marina aveva anche pianificato un attacco contro New York, che fu rinviato per vari motivi e alla fine non fu mai effettuato.
Tuttavia, questo fu solo un breve periodo felice per Mussolini. I rifornimenti e il carburante di petrolio portato a Malta, nonostante le perdite pesanti, grazie all'Operazione Pedestal nel mese di agosto e lo sbarco alleato in Nord Africa, l'Operazione Torch, nel novembre del 1942, rovesciarono le sorti della guerra contro l'Italia. Dopo anni di stallo, le forze dell'Asse furono cacciate dalla Libia e dalla Tunisia in sei mesi dopo la battaglia di El Alamein, mentre le loro linee di rifornimento si assottigliavano giorno dopo giorno per via della crescente e schiacciante supremazia aerea e navale degli Alleati.
La Regia Marina eseguì bene e con coraggio i suoi compiti di convoglio nel Nord Africa, ma rimase in posizione di svantaggio tecnico. Le navi italiane si basavano su un vantaggio di velocità, ma potevano essere facilmente danneggiate da colpi o siluri, a causa della loro armatura relativamente sottile. Il colpo mortale e definitivo alla Marina Militare italiana fu la carenza di carburante, che costrinse le sue unità principali a restare all'ancora per la maggior parte dell'ultimo anno dell'alleanza tra Italia e Germania. La Marina Militare italiana subì enormi perdite tra il 10 giugno 1940 e l'8 settembre 1943: 28 937 morti a causa dell'affondamento di 13 incrociatori, 42 cacciatorpediniere, 41 fregate, 3 corvette, 84 sottomarini e molte imbarcazioni più piccole. Per dominare il Mediterraneo, in quegli anni, la Regia Marina perse 314 298 tonnellate di navi da guerra e affondò navi da guerra Alleate per 411 935 tonnellate.

## Uso in epoca contemporanea
Il termine Mare nostrum venne scelto come il tema della Conferenza Inaugurale della Società di Diritto e Cultura del Mediterraneo, tenutasi nel giugno 2012 alla Facoltà di Legge dell'Università degli Studi di Cagliari, in Sardegna. In questo uso contemporaneo, il termine è usato per mostrare la diversità delle culture mediterranee, con particolare attenzione agli scambi e alla cooperazione tra le nazioni del Mediterraneo. Il disco Mare nostrum composto dal Solo Fresu, Galliano, Lundgren, è una citazione della Famosa Frase.
In epoca più recente con questa locuzione si è denominata l'importante operazione di salvataggio in mare dei migranti a seguito del naufragio di Lampedusa del 3 ottobre 2013.

## Galleria d'immagini

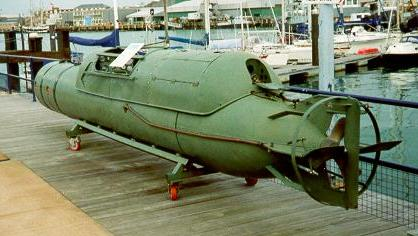
Esemplare di "maiale" (nome tecnico: "Siluro a Lenta Corsa") della seconda guerra mondiale, esposto nel Submarine Museum, Gosport (Regno Unito)
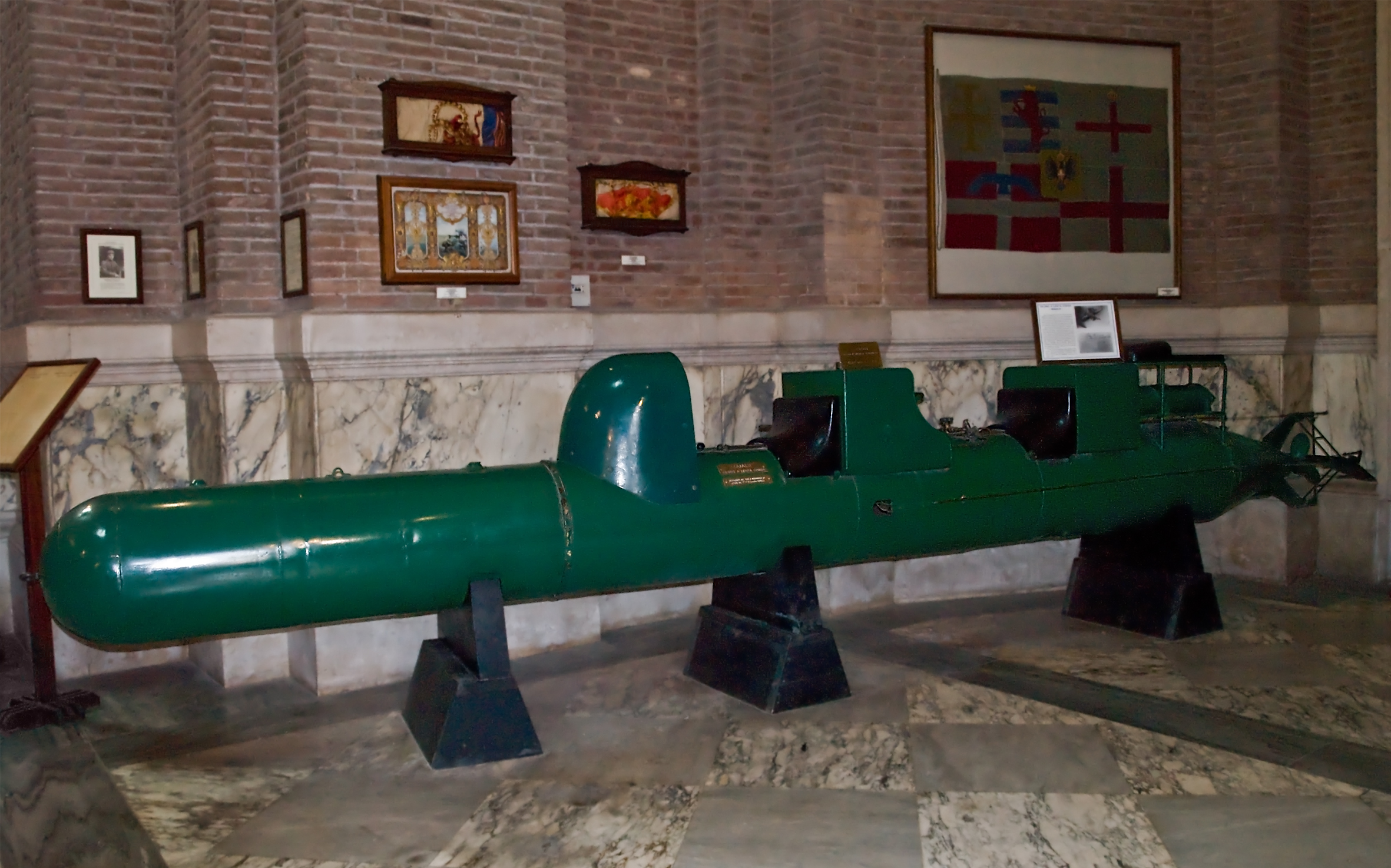
Esemplare esposto al museo Sacrario delle bandiere di Roma
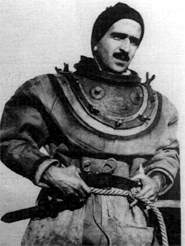
Teseo Tesei, il maggiore del Genio navale inventore del maiale, pronto ad attaccare Malta con la sua creazione
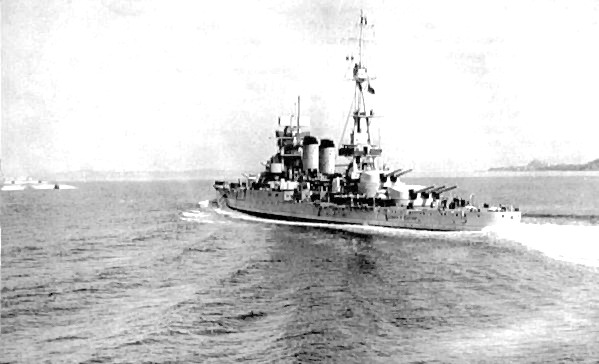
La corazzata italiana Conte di Cavour a Napoli durante la rivista navale del 1938
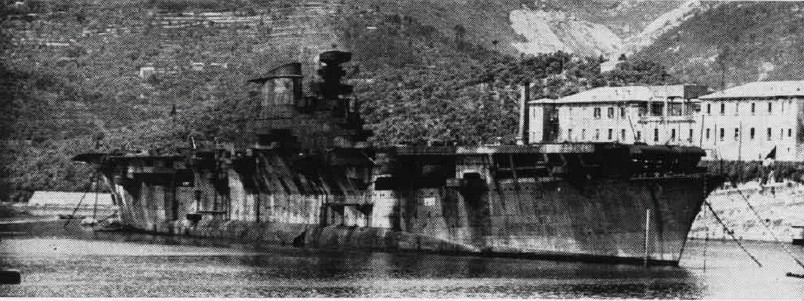
La portaerei Aquila, ripescata dopo l'affondamento (1943) e prossima alla demolizione nel 1951